# Lift (canção)
Lift é uma canção da banda de rock alternativo finlandesa Poets of the Fall, lançada em 9 de setembro de 2004 como segundo single promocional do álbum Signs of Life, que é o álbum de estreia da banda e que foi lançado em 19 de janeiro de 2005. Em 21 de janeiro de 2011, a canção foi lançada no jogo Rock Band.
A música foi importante para a banda, já que ela teve uma considerável exposição após aparecer no software de benchmark para computadores, 3DMark05. O software divulgou "Lift" (que foi creditada como "Lift Me Higher") - e consequentemente a banda - pelo mundo em mais de onze milhões de downloads.

## Faixas do Single
Todas as faixas escritas e compostas por Markus Kaarlonen, Marko Saaresto e Olli Tukiainen. 
| N.º            | Título                 | Duração |  |
| 1.             | "Lift (radio edit)"    | 4:01    |  |
| 2.             | "Lift (album version)" | 5:13    |  |
| 3.             | "The Beautiful Ones"   | 5:22    |  |
| Duração total: | Duração total:         | 14:36   |  |

## Videoclipe
O videoclipe da canção foi lançado no dia 8 de agosto de 2005. Ele pode ser visualizado online no website oficial da banda.
| Ano  | Clipe  | Diretor(es)  |
| ---- | ------ | ------------ |
| 2004 | "Lift" | Tuomas Harju |

## Desempenho nas paradas musicais
A canção alcançou a 8a posição da Suomen virallinen lista e permaneceu ali por 11 semanas consecutivas.
| Single | Data de lançamento    | Paradas musicais        | Desempenho |
| ------ | --------------------- | ----------------------- | ---------- |
| Lift   | 9 de Setembro de 2004 | Suomen virallinen lista | #8         |

## Prêmios e indicações
| Ano  | Prêmio                | Categoria         | Posição |
| ---- | --------------------- | ----------------- | ------- |
| 2004 | YleX's "Best of 2004" | Best Finnish song | 2nd     |
| 2005 | The Voice             | Top 105           | 10th    |